# Aérodrome militaire d'Ulrichen
L'aérodrome militaire d'Ulrichen (code OACI : LSMC) est un ancien aérodrome militaire des Forces aériennes suisses situé à Ulrichen dans le canton du Valais, en Suisse. Il était un « aérodrome de guerre » (Reduit Flugplatz), son but étant le stationnement d'une escadrille dans des installations protégées. Jusqu'en 1999, année de sa fermeture, il était l'aérodrome militaire le plus élevé de Suisse.

## Localisation
| Localisation du Valais en Suisse |

| Localisation du Valais en Suisse |

Situé dans les Alpes suisses, l'aérodrome d'Ulrichen était localisé dans la vallée de Conches dans la haute vallée du Rhône à une dizaine de kilomètres de la source du fleuve.
Il appartenait au groupe des aérodromes militaires valaisans tous situés dans la vallée du Rhône, soit d'ouest en est et d'aval en amont, Sion (482 m), Tourtmagne (de) (624 m), Rarogne (638 m), Münster (1327 m) et Ulrichen (1344 m).
La piste de l'aérodrome et les chemins de roulages sont pour la première fois répertoriés sur la carte nationale de la Suisse au 1:25 000 (feuille 1250, Ulrichen) de 1993. Les abris pour avions n’apparaissent eux qu'avec l'édition de 1999.

## Histoire

### Seconde Guerre mondiale
L'aérodrome est créé lors de la Seconde Guerre mondiale dans le cadre du programme de construction des points d'appuis de 1941 dans le secteur central (Réduit). Onze aérodromes sont construits (qui viennent s'ajouter au quatre déjà implantés) : 
- Tourtemagne (de), Rarogne, Münster et Ulrichen en Valais (Sion)
- Reichenbach (de), Frutigen (de), Zweisimmen (de), St. Stephan (de) et Saanen dans l'Oberland bernois (Interlaken (de) et Meiringen (en)),
- Alpnach (en) et Kägiswil (de) en Suisse centrale (Buochs (en) et Mollis (de)),
- au Tessin (Ambrì (en) et Lodrino).

En 1941, des négociations sont menées avec les communes de Turtmann, Raron, Münster, Ulrichen et les propriétaires au sujet de la construction d'un aérodrome. En 1942 débutent les travaux de nivellement de terrain à  Turtmann, Raron, Münster et Ulrichen.
Avec les voies de circulation et la piste en herbe, un hangar en bois, une installation de carburant et des baraques sont construits. L'aérodrome d'Ulrichen est achevé le 30 octobre 1942. Les coûts ont été estimés à 530'000 francs, les abris à avions, les installations de carburants et les dépôts de munitions n'étaient pas inclus.
À partir de 1942-1943, les 18 aérodromes du secteur central (Zentralraum), pour la plupart de 900 mètre de long et 40 mètres de largeur, pour permettre des opérations par tout temps. Huit abris pour avions U-43, quatre buttes pare-éclats en terre, quatre fortins légers de défense rapprochée y sont également construits.

### Guerre froide
Après le service actif de la deuxième Guerre mondiale, plusieurs étapes d'agrandissement et de modernisation ont eu lieu. En 1954, la piste est prolongée pour atteindre 1500 mètres.
Ulrichen fût doté d'un poste de commandement souterrain (Einsatz-Kommandoposten F54), d'un système de réservoirs à kérosène souterrains ainsi que d'abris pour avions plus modernes. Aucune caverne pour avion pour avion n'y fût construite.

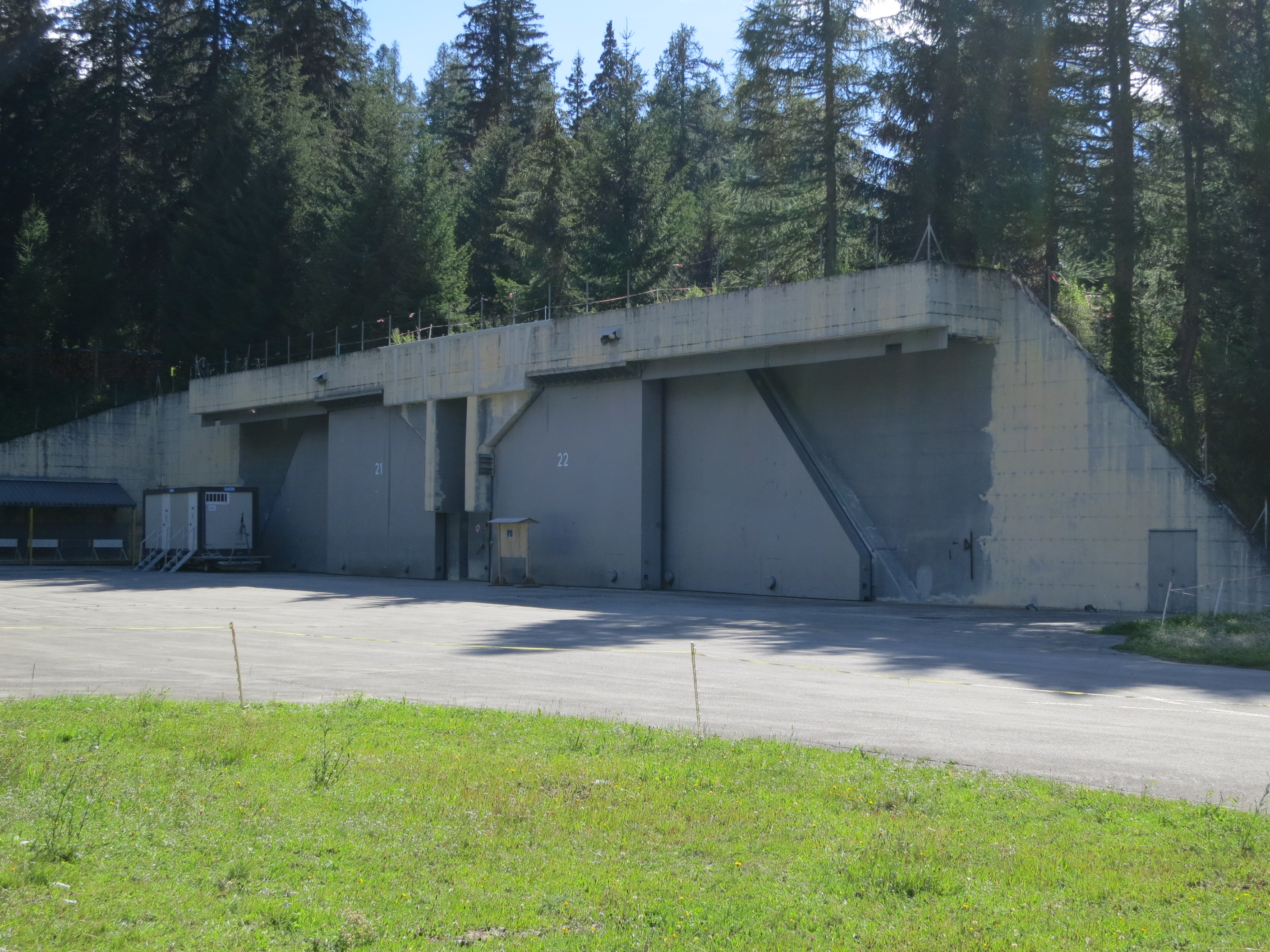
L'abri U-69 U-69 pour quatre avions.

La construction du PC et de sa caserne souterraine s'est avérée très coûteuse à Ulrichen, comme c'est le cas pour presque tous les aérodromes de guerre. Au 1er juin 1962, un surcoût de 2,85 millions de francs est calculé, dont près d'un million de francs en raison de difficultés de construction et plus d'un million de francs en raison de l'inflation. Au lieu de 6,3 millions de francs, un total de 9,175 millions de francs était attendu. L'infrastructure comprenait bien entendu également une connexion à faisceau directionnel avec le réseau à haute altitude (Höhennetz) des forces aériennes. Le PC est utilisé pour la première fois lors du cours de répétions[Quoi ?] de l'automne 1964. 
En 1970, quatre abris U-43 furent transformés en abris pour avions U-43/68. En 1972 un abri U-69 pour quatre avions (deux avions par halles) est en service. 
En 1976 une halle polyvalente est construite, elle est également mise à disposition de la commune.
En 1986, trois abris d'alarme U-80 (un double et un simple) et un U-83 (pour quatre avions) sont en service,.

### Fermeture
L'aérodrome est fermé en 1999. Le détachement d'Ulrichen de l'Office fédéral des exploitations des Forces aériennes (OFEFA), rattaché à Sion, est officiellement dissous au 31 décembre 2000.
La piste a été en partie démantelée sur plusieurs sections. Sur les 800 mètres de piste démantelée sur la partie ouest de l'aérodrome, le Geschinersee, un lac artificiel de 600 mètres de long, a été officiellement inauguré le 2 août 2003. Après l'hiver avalancheux de 1999, une barrière paravalanches a été construit à Geschinen. Le matériel utilisé pour construire la barrière a laissé un grand trou sur l'ancienne piste de l’aérodrome et il fut décidé d'y aménager un lac.
Avant et après sa fermeture, l'aérodrome a été utilisé à plusieurs reprises par Agusta puis AgustaWestland pour des essais à haute altitude de divers prototypes d'hélicoptères. Ce fut notamment le cas en juin 1999 avec l'Agusta A109K2, appareil de sauvetage conçu pour répondre à une demande de la REGA. En mai 2006 avec le Augusta-Bell AB139 AC/2 qui effectua un première mission à Ulrichen suivie d'autres en 2007, 2008 et 2010 pour des tests CAT. A, treuil d'essai, crochet barycentrique, etc
. En septembre 2009, le 2e prototype de l'ADAV AgustaWestland AW609 y fut basé pendant une semaine pour effectuer des vols d'essai

L'aérodrome d'Ulrichen dans la vallée de Conches en 1955
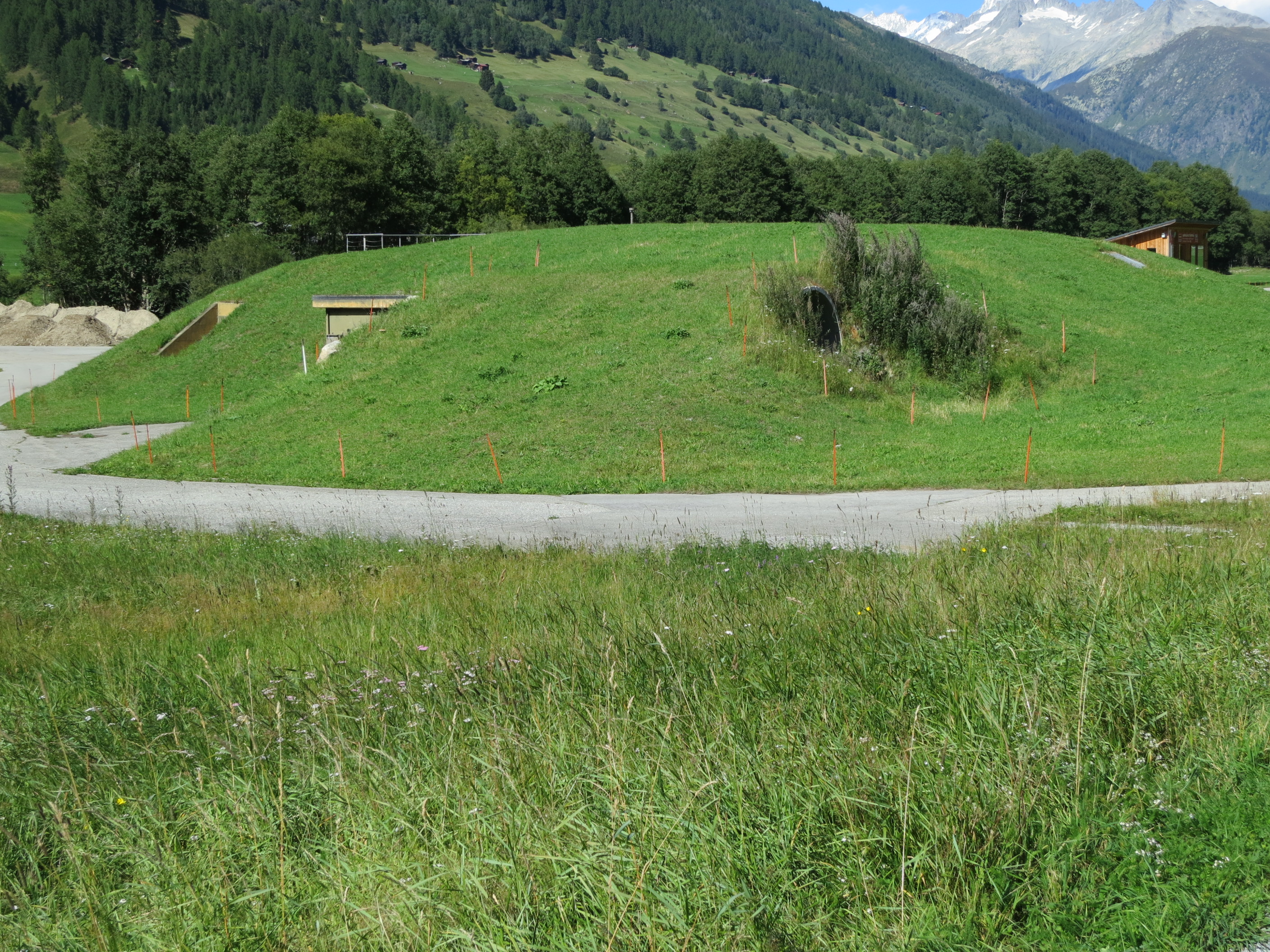
Le magasin à munitions issue de la transformation d'un abri pour avion U-43
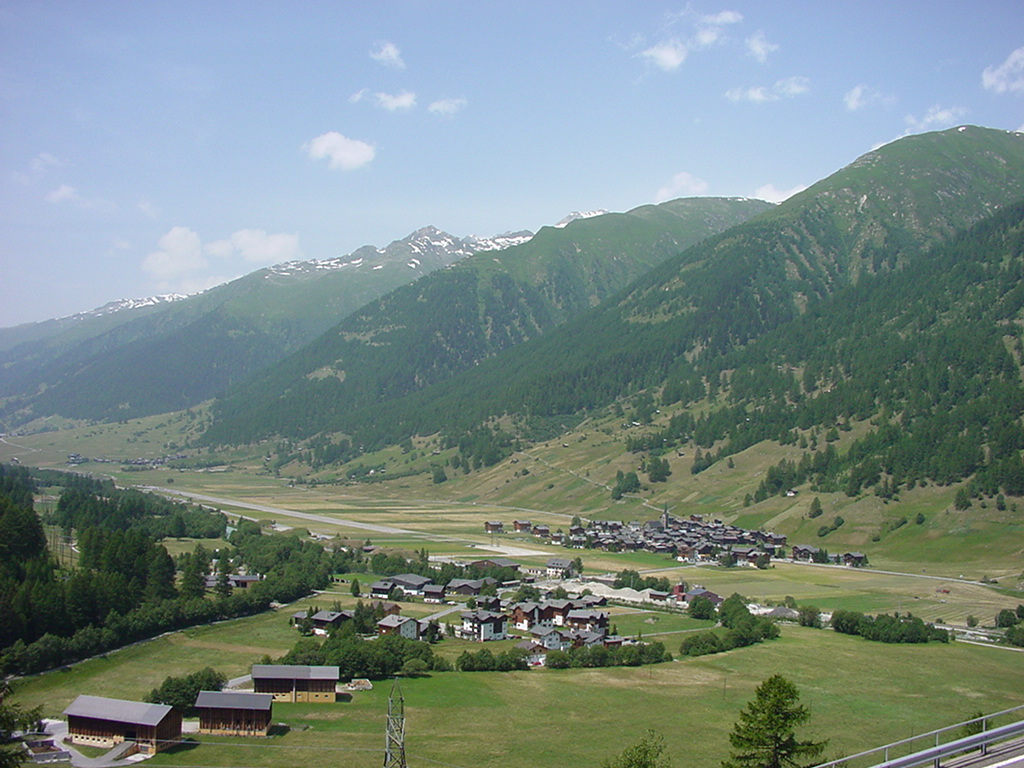
Vue d'Ulrichen et de l'aérodrome depuis la route du col du Nufenen
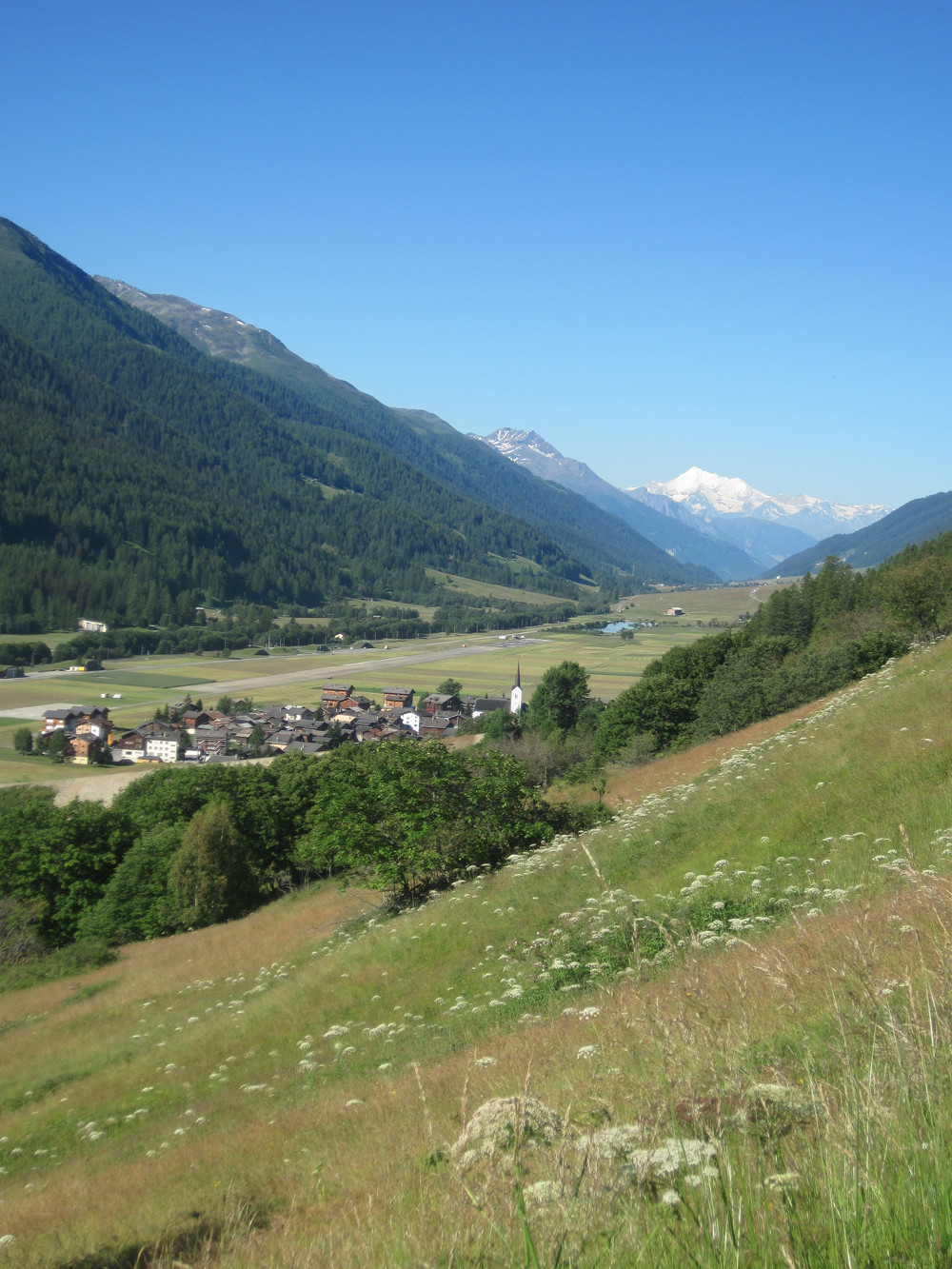
Ulrichen et l'aérodrome en 2011, plusieurs parties de la piste ont été démantelées et un lac (Geschinersee) inauguré en 2003 la remplace à l'ouest.
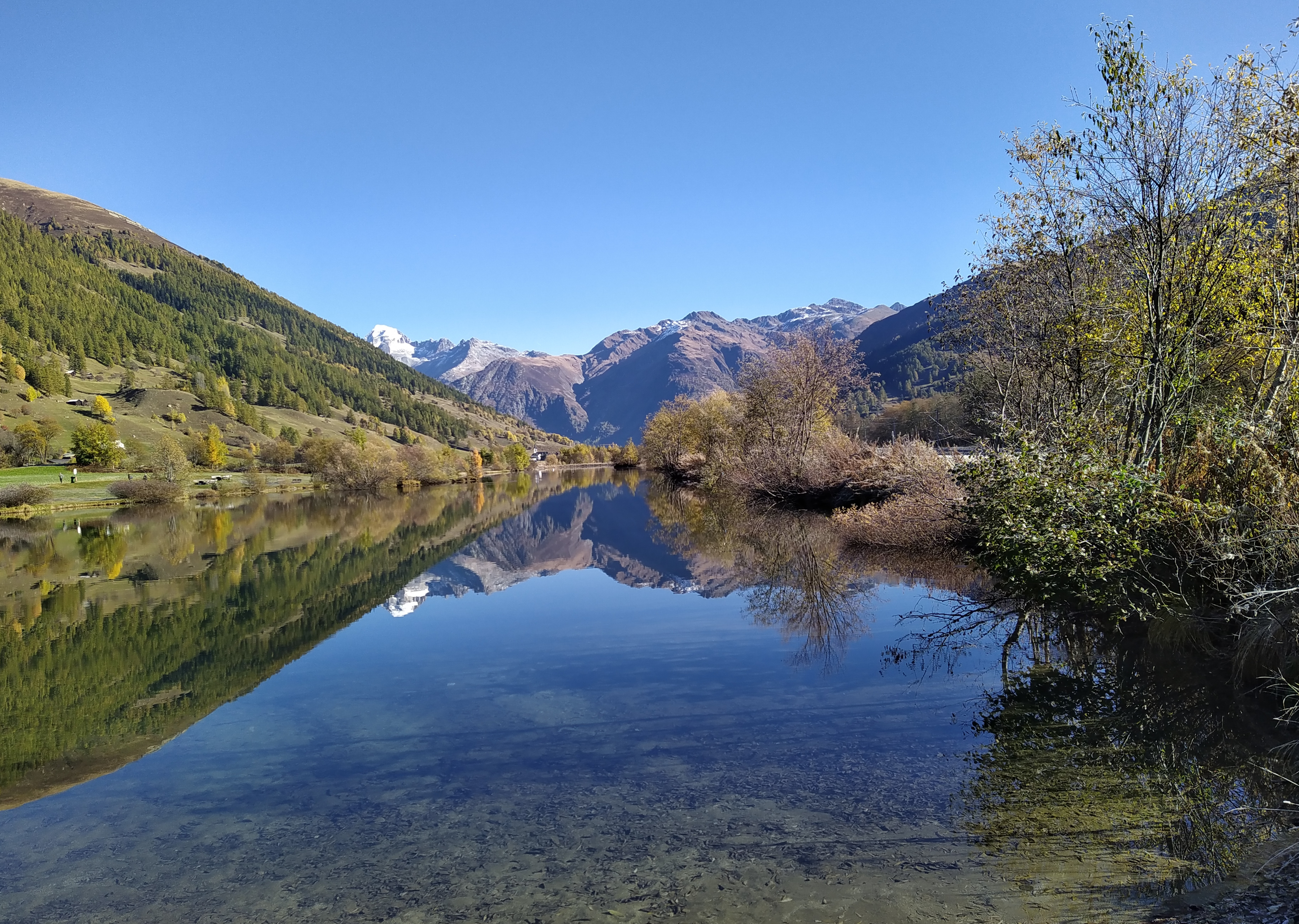
Vue du Geschinersee en direction de l'aérodrome en octobre 2021.
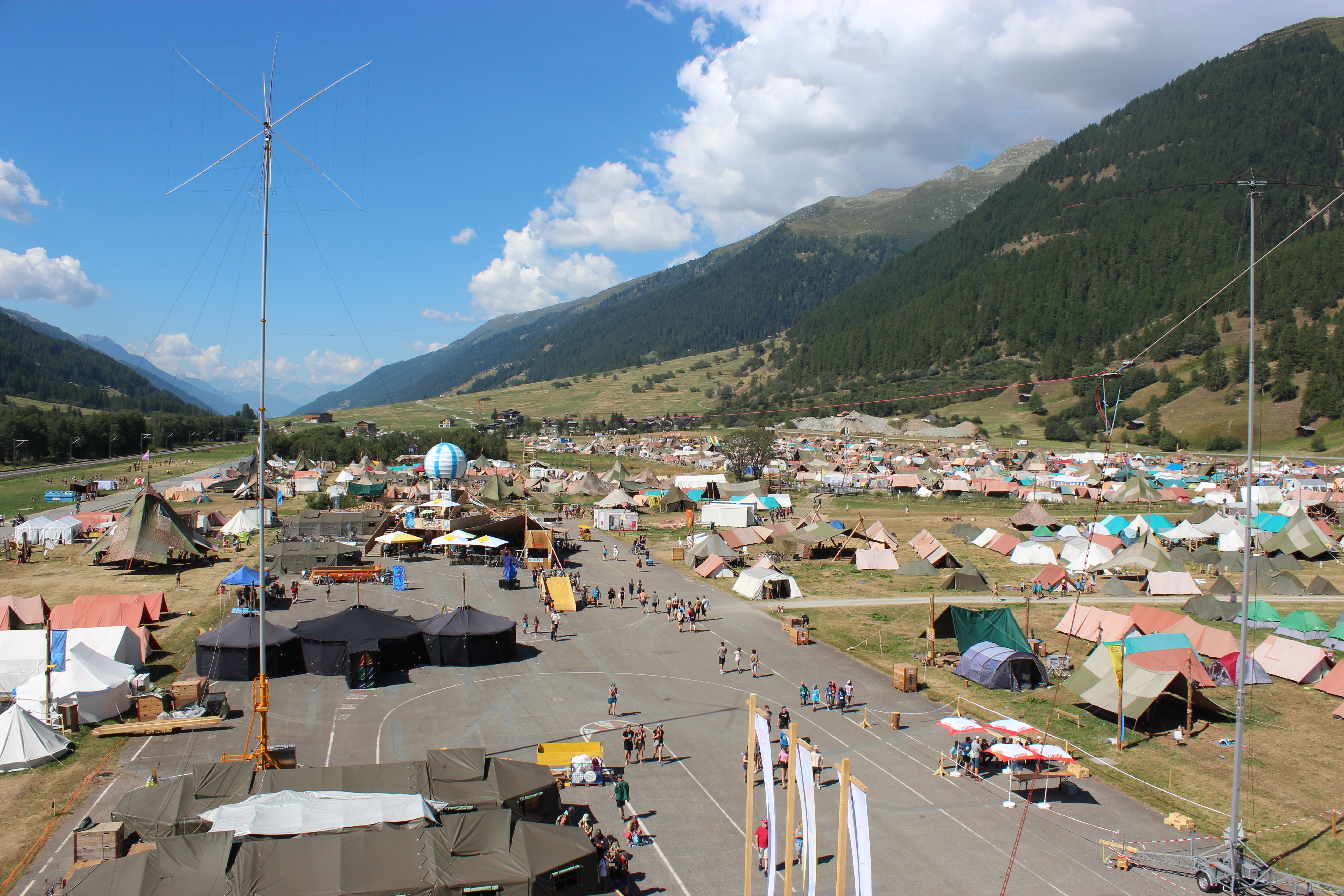
Le Camp fédéral scout 2022 « Mova - on y va » a eu lieu à Conches, ici sur la piste de l'ancien aérodrome.

## Infrastructures de l'aérodrome  en 1990
- Piste en asphalte 05/23 (2100m x 40m)
- Poste de commandement souterrain F54
- Système de réservoir souterrain
- Sur les huit abris pour avions U-43 de 1943
  - Trois abris pour avions U-43
  - Quatre transformés en U-43/68
  - Un transformé en magasin de munitions
- Un abri avion U-69 (quatre avions)
- Trois abris d'alarme U-80 (un double et un simple) en bout de piste
- Un abri avion U-83 (quatre avions)
- Deux ponts sur le Rhône reliant des abris pour avions et la piste
- Magasins de munitions
- Cantonnements d'Ägina et de Rhonesand (avec salle polyvalente)
- Un fortin léger pour la défense rapprochée sur les quatre d'origine
- Abris U4 (Kugelbunker)
- Hangar en bois
- Bâtiment de commandement (temps de paix)
- diverses baraques, entrepôts et garages

## Avions, unités et escadrilles
Ulrichen fut occupée pour la première fois par une unité volante des Troupes d'aviation de décembre 1943 à février 1944. La moitié de la Fliegerstaffel 16, équipée de C-35 et C-3603, était stationnée à Münster et l'autre moitié à Ulrichen. En 1945 le groupe aérodrome 3 met en œuvre des Me-109E à Ulrichen. Le groupe est alors composé des compagnie d'aviation 7, 8 et 9, avec les escadrilles respectives 7, 8 et 9
. Il est subordonné au régiment aérodrome 1, appellation du régiment aviation 1 depuis le 8 janvier 1945.
En décembre 1951, le régiment aérodrome 1 (rgt aérod 1) est transféré en Valais. Le groupe aérodrome 3 (gr aérod 3) est stationné à Ulrichen avec la compagnie d’État-major aérodrome 3 (cp EM aérod 3), la compagnie d'aviation 2 et la batterie DCA aérodrome 3. Le gr aérod 3 met en œuvre des D-3801 de 1951 à 1954, puis des Venom DH-112 de 1955 à 1983.
Entre 1954 et 1956, bien que stationné à Ulrichen, les différentes compagnies du gr aérod 3 effectuent leurs cours de répétions à Turtmann, Buochs (en) (cours de transition sur Venom de la cp av 2 en 1955) et Sion.
Le 1er février 1968 la brigade aérodrome 32 est créée. Le régiment aérodrome 1 (Valais) qui lui est subordonnée comprend alors le gr aérod 1 à Tourtmagne (de), le gr aérod 2 à Rarogne, le gr aérod 3 à Ulrichen et le gr aérod 4 à Sion. Le groupe aérodrome 3 (gr aérod 3) à Ulrichen est composé de la compagnie d’État-major aérodrome 3 (cp EM aérod 3), de la compagnie d’aviation 2 (cp av 2), de la batterie DCA aérodrome 3 (bttr DCA aérod 3) et de la compagnie de génie aviation 3 (cp G av 3),.
En 1972, toutes les formations des troupes d'aviation et de DCA sont en service du 18 septembre au 7 octobre. Lors des grandes manœuvres d'automnes de cette année (« Kaisermanöver » du 25 septembre au 4 octobre), tous les systèmes d'armes et de conduite (FLORIDA) sont intégrés et engagés pour la première fois dans des conditions tactiques réelles.
Le 28 septembre 1974, pour les 60 ans des troupes d'aviation et de DCA, le régiment aérodrome 1 organise des portes ouvertes à Sion, Turtmann, Raron et Ulrichen. En 1975, un premier cours de déneigement de la brigade aérodrome 32 se déroule à Ulrichen. Lors du cours de répétions de septembre 1978, le rgt aérod 1 effectue l'exercice « SUBITO » pour entraîner l'entrée en service en condition de mobilisation et le service de vol immmédiat. À Ulrichen, l'exercice « LINDI » entraîne les staticiens et les ferblantiers aux réparations de guerre sur avions.
En novembre 1981, l'exercice « COMPACT 81 » entraîne les régiments d'aviation 1 et d'aérodromes 1 à l'engagement des avions avec les effectifs OEMT (organisation des états-majors et des troupes). Les avions ont été configurés comme en cas de guerre et le déroulement des opérations s'est effectué selon les conditions techniques et logistiques pseudo-réelles. Le 21, une journée de visite est organisée à Ulrichen au gr aérod 3.

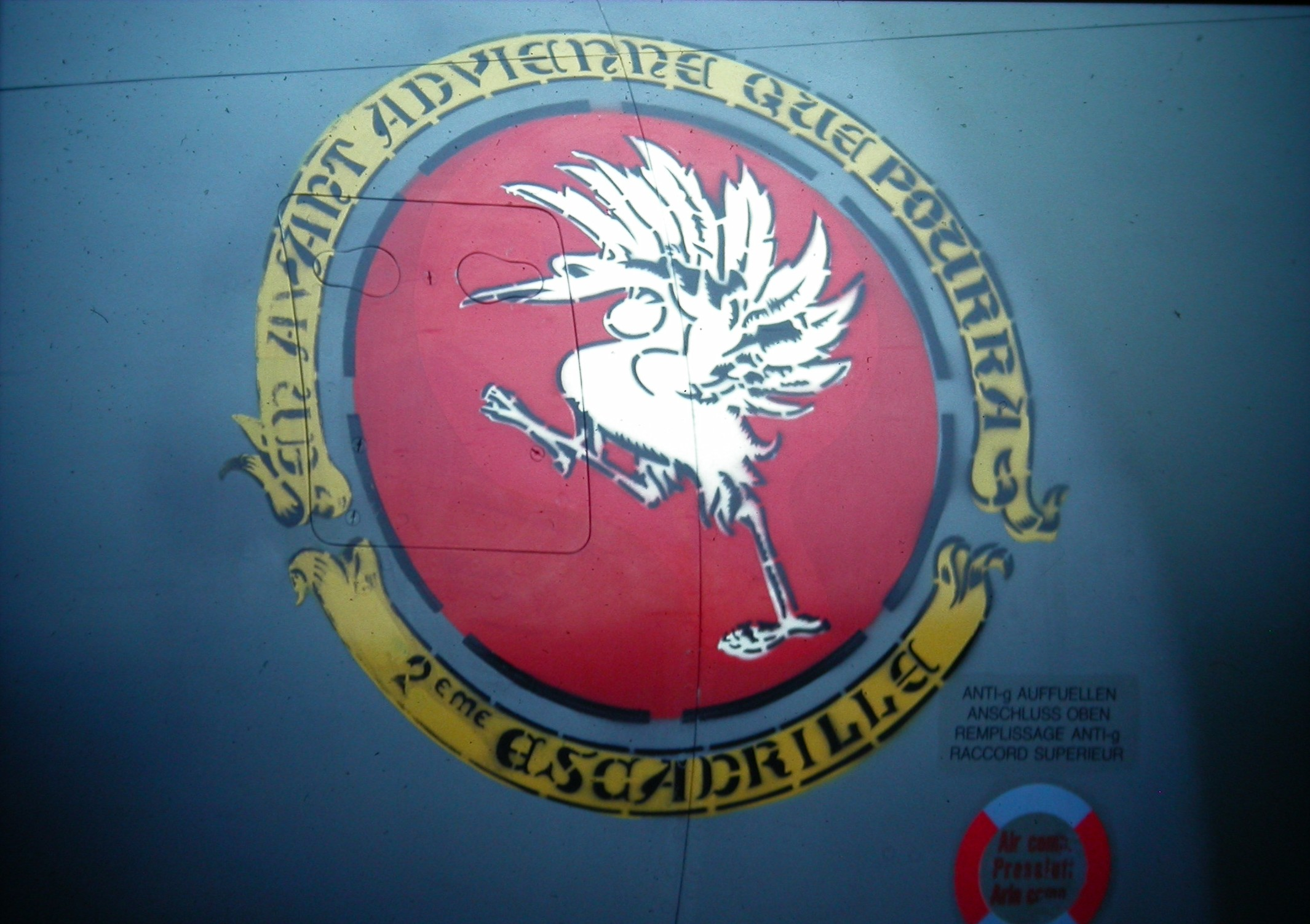
L'emblème de l'escadrille d'aviation 2, la grue de la Gruyères

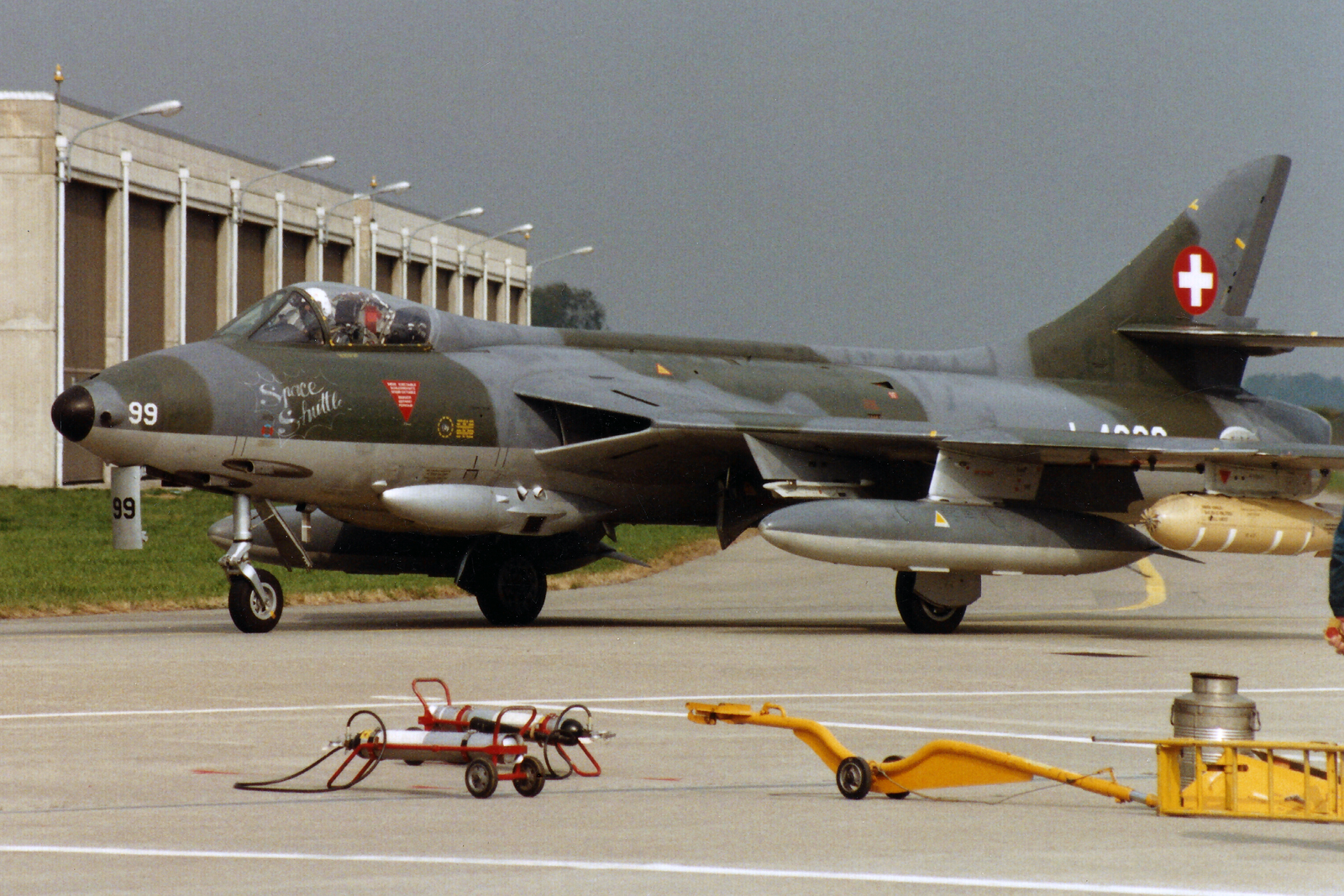
Hawker Hunter (J-4099) à Payerne en 1989. Il porte l'inscription « Space Shuttle » car il est piloté par Claude Nicollier. Le pilote de milice de l'escadrille 2 et astronaute en formation, prit part au dernier CR de l'escadrille à Ulrichen en 1990.

À partir de 1983 l'Escadrille d'aviation 2 (de), qui vol sur Hawker Hunter, est stationnée à Ulrichen. 
En 1985 le groupe aérodrome 2 est en dislocation à St. Stephan, et le gr aérod 7 fait son cours de répétitions à Ulrichen.
En 1986 la cp av 2, qui a effectué son cours de transition sur F-5 Tiger II en 1984, est transférée à Sion (gr aérod 4) et le gr aérod 3, toujours à Ulrichen, reçoit la compagnie aviation 15 (cp av 15) qui met en œuvre des Hawker Hunters. En cas de mobilisation de guerre, le groupe aérodrome 3, responsable des opérations, du déploiement et de la défense, devait recevoir pour sa défense la compagnie de fusilliers de montagne III/48 (Geb Füs Kp III/48 du régiment d'infanterie 69 (Inf Rgt 69).
Le groupe aérodrome 3, alors composé de la compagnie d’État-major aérodrome 3 (cp EM aérod 3), la compagnie d’aviation 15 et la compagnie de génie aviation 3, effectue son dernier cours de répétions à Ulrichen du 30 avril au 19 mai 1990. Durant ce CR, l'Escadrille d'aviation 2 y vola (CED) du 6 au 18 mai avec le dernier service de vol jet sur l'aérodrome le 17 mai 1990. 
En cas de guerre, en plus de l'escadrille d'aviation 2, une partie de la Fliegerstaffel 22, également sur Hunter devait être stationnée à Ulrichen.
Avec la réorganisation de la brigade aérodrome 32 de 1992, le gr aérod 3 est transféré à Turtmann, la compagnie aviation 15 est dissoute au 31 décembre 1991, le groupe aérodrome 6 (Flpl Abt 6) est transféré à Ulrichen. Il est composé de la compagnie d’État-major aérodrome 6 (Flpl Stabskp 6), de la compagnie de transport aérien 8 (LT Kp 8, anciennement L Fl Kp 8) qui a effectué son cours de transition sur Super Puma en 1991, de la compagnie de génie aviation 6 (Fl G Kp 6) et des compagnies de fusiller lourdes 835 et 837 (Sch Füs Kp 835 / 837). Avec ce groupe, c'est une escadrille de transport aérien (la 8?), équipée de cinq Alouette III et cinq Super Puma, qui est stationnée à Ulrichen.
En mars 1994, le dernier cours de répétions à Ulrichen est effectué par le gr aérod 6 et une escadrille de transport avec cinq Super Puma et cinq Alouette III.
Durant son exploitation, d'autres types d'aéronefs, notamment des avions d'entraînements et de liaisons, des hélicoptères et des PC-6, se posaient à Ulrichen lors d'entraînement au vol, lors d'exercices ou pour des ravitaillements en kérosène.